# .pn
.pn為英國海外屬地皮特凱恩群島國家及地區頂級域（ccTLD）的域名，於1997 年 7 月 10 日啟用。該域名每年使用費用為100美元。ESPN和Groupon使用該域名來提供網址縮短服務。

## 外部連結
- IANA .pn whois information（页面存档备份，存于）
- .pn domain registration website（页面存档备份，存于）